# Région géographique immédiate d'Itaituba
 (janvier 2022).
La région géographique immédiate d'Itaituba est l'une des 21 régions immédiates de l'État brésilien du Pará, l'une des 3 régions immédiates qui composent la région géographique intermédiaire de Santarém et l'une des 509 régions immédiates du Brésil créées par l'Institut brésilien de géographie et de statistiques en 2017. Elle est composée de 7 communes. 